# Étoile de Cristal/Bester ausländischer Film
Étoile de Cristal: Prix International
Gewinner des Prix International, der von 1955 bis 1975 die beste ausländische Filmproduktion kürte, die in Frankreich während des Kalenderjahres veröffentlicht wurde. Das Regelwerk schützte davor, dass ein Filmregisseur mehr als nur einmal ausgezeichnet wurde. Der Étoile de Cristal gilt als Vorläufer des 1976 ins Leben gerufenen nationalen Filmpreises César, der jährlich ebenso ausländische Filmproduktionen in der Kategorie Bester ausländischer Film (Meilleur film étranger) prämiert.
| Jahr | Preisträger                                                              | Deutscher Verleihtitel                                | Regie                       |                             |
| ---- | ------------------------------------------------------------------------ | ----------------------------------------------------- | --------------------------- | --------------------------- |
| 1955 | I Vitelloni                                                              | Vitelloni (Die Müßiggänger)                           | Federico Fellini            |                             |
| 1956 | Salt of the Earth                                                        | Das Salz der Erde                                     | Herbert J. Biberman         |                             |
| 1957 | Senso                                                                    | Sehnsucht                                             | Luchino Visconti            |                             |
| 1958 | 12 Angry Men                                                             | Die zwölf Geschworenen                                | Sidney Lumet                |                             |
| 1959 | Det sjunde inseglet                                                      | Das siebente Siegel                                   | Ingmar Bergman              |                             |
| 1960 | Vynález zkázy                                                            | Die Erfindung des Verderbens                          | Karel Zeman                 |                             |
| 1961 | L’avventura                                                              | Die mit der Liebe spielen                             | Michelangelo Antonioni      |                             |
| 1962 | Viridiana                                                                | Viridiana                                             | Luis Buñuel                 |                             |
| 1963 | Banditi a Orgosolo                                                       | Die Banditen von Orgosolo                             | Vittorio De Seta            |                             |
| 1964 | Tom Jones                                                                | Tom Jones – Zwischen Bett und Galgen                  | Tony Richardson             |                             |
| 1965 | Dr. Strangelove Or: How I Learned To Stop Worrying And Love The Bomb     | Dr. Seltsam oder: Wie ich lernte, die Bombe zu lieben | Stanley Kubrick             |                             |
| 1966 | Lásky jedné plavovlásky                                                  | Die Liebe einer Blondine                              | Miloš Forman                |                             |
| 1967 | Morgan: A Suitable Case for Treatment                                    | Protest                                               | Karel Reisz                 |                             |
| 1968 | Shakespeare-Wallah                                                       | nicht bekannt                                         | James Ivory                 |                             |
| 1969 | Secret Ceremony                                                          | Die Frau aus dem Nichts                               | Joseph Losey                |                             |
| 1970 | Butch Cassidy and the Sundance Kid                                       | Zwei Banditen                                         | George Roy Hill             |                             |
| 1971 | Little Big Man                                                           | Little Big Man                                        | Arthur Penn                 |                             |
| 1972 | Confessione di un commissario di polizia al procuratore della repubblica | Der Clan, der seine Feinde lebendig einmauert         | Damiano Damiani             |                             |
| 1973 | Miklós Jancsó (Gesamtwerk)                                               | Miklós Jancsó (Gesamtwerk)                            | Miklós Jancsó (Gesamtwerk)  | Miklós Jancsó (Gesamtwerk)  |
| 1974 | Akira Kurosawa (Gesamtwerk)                                              | Akira Kurosawa (Gesamtwerk)                           | Akira Kurosawa (Gesamtwerk) | Akira Kurosawa (Gesamtwerk) |
| 1975 | Aguirre, der Zorn Gottes                                                 | Aguirre, der Zorn Gottes                              | Werner Herzog               |                             |